# Гра в триктрак
Гра у триктрак — картина, створена двадцятиоднорічною Юдит Лейстер у 1630 році.

## Опис
Картина «Гра у триктрак» пропонує зануритися у голландське нічне життя XVII сторіччя, нероздільно пов'язане із проституцією й аморальністю. Гра у триктрак, різновид нардів, що була популярним заняттям у добу Лейстер, зображувалася на картинах багатьох її сучасників. Хоча жінка часто присутня у цих творах, за винятком роботи Якоба Матама, ніхто з них не зображував її як активну гравчиню. Картина Лейстер цікава тим, що жінка — одна з основних учасників гри. Лейстер фокусує увагу глядача на гравчині, підсвічуючи її світильником, який стоїть на одній зі сторін гральної дошки між двома гравцями.

## Гра у триктрак і проститутки
Порівняно з іншими картинами і гравюрами того часу, з такими як «Гра в триктрак у готелі» Реміґія Гоґенберґа, ідентифікація жінки як повії на картині Лейстер не так очевидна. Наприклад, її одяг надзвичайно скромний, як для жриці кохання. Водночас вона тримає келих вина, що може натякати на її професію. Люлька, яку вона простягає супротивнику, також видає її заняття. У добу Лейстер слово pijpen («палити люльку») мало явні сексуальні конотації. Подібна думка зустрічається у праці Якоба Катса «Spiegel van den Ouwden en Niewen» у розділі «Повії та їхні хитрі виверти» із зображенням повії, яка дає клієнту жаровню з гарячим вугіллям, а не люльку. Символіка і картини Лейстер, й ілюстрації з книги Катса пояснюється тодішнім віршем: «Отже, я у небезпеці, коли кладу я пальці; вугілля як і твоя цнота отруює або випалює мене», у якому засуджуються як куртизанка, так і її клієнт. Деякі критики, зокрема Синтія Картнегорст-фон Борґендорф Рупрат, залишають питання відкритим й ілюструють свою відповідь чоловіком, зображеним на картині Лейстер, який ніби проламав четверту стіну й дивиться на глядачів, запрошуючи їх до дискусії.

## Стиль
Для створення атмосфери напруги та інтриги Лейстер обрала саме нічний час гри, що також демонструє її майстерність та інтерес до освітлення і тіней. Одні дослідники стверджували, що такий акцент на освітленні говорить про потенційний вплив на творчість Лейстер утрехтських караваджистів, інші звертають увагу на подібність такої техніки у ранньому творі її чоловіка Яна Мінзе Моленара «Картярі у світлі лампи». 